# Renant
Renant es una entidad de población española del municipio de Oliola, perteneciente a la provincia de Lérida, en la comunidad autónoma de Cataluña.

## Historia
Hacia mediados del siglo XIX, el lugar, ya por entonces perteneciente a Oliola, tenía contabilizada una población de once habitantes. Aparece descrito en el decimotercer volumen del Diccionario geográfico-estadístico-histórico de España y sus posesiones de Ultramar de Pascual Madoz con las siguientes palabras:

RENANT: ald. dependiente del ayunt. de Oliola en la prov. de Lérida (10 horas), part. jud. de Balaguer (6), aud. terr. y c. g. de Barcelona (26), dióc. de Seo de Urgel (20). sit. en una pequeña altura inmediata al pueblo de Coscó, disfrutando un clima templado y sano. Se compone de 4 casas y una capilla dedicada á San Antonio, dependiente de la parr. de Cabanabona. Su térm. confina por el N. con el de Castellblanch; E. con el mismo y el de Florejachs; E. Puigvert, y O. Coscó y Castellblanch: se estiende 1/8 de leg. de N. á S. y 1/2 de E. á O.; en él hay diferentes balsas, donde se recogen las aguas pluviales, asi como una cantera de piedra muy escelente por su dureza, que se utiliza para piedra de molinos harineros y de aceite de la mayor parte de los pueblos del Urgel. El terreno es de secano y de mediana calidad. caminos: transversales, en mediano estado: la correspondencia se recibe de la cartería de Agramunt. prod.: cereales, vino, aceite y algunas bellotas, y caza de abundantes perdices y conejos. pobl.: 2 vec., 11 almas. riqueza imp.: 8,150 rs. contr.: el 14'48 por 100 de esta riqueza.
(Madoz, 1849, p. 412)

En 2022, tenía empadronados siete habitantes.